# Niall Caille mac Áeda
Pour les articles homonymes, voir Duncan.
Niall Caille mac Áeda († 846) est issu du Cenél nEógain, 7e roi Ailech en 823 (dans le nord de l'actuelle république d'Irlande) et Ard ri Érenn de 833 à 845.

## Origine
Niall Caille est le fils d’Aed Oirdnide mac Neill Ard ri Érenn de 797 à 819 et le petit-fils de Niall Frossach Ard ri Érenn de 763 à 778. Sa mère est Medb ingen Indrechtaich.

## Roi d'Ailech
Niall apparait pour la première fois dans les Chroniques d'Irlande lors d'un conflit dynastique en 823, quand il dépose son cousin issu de germain Murchad mac Máele Dúin, et devient le chef du Cenél nEógain  et roi d'Ailech. 
Son confesseur, l'Abbé du monastère d’Armagh Éogan Mainistrech († 834) est chassé de son siège par Cumuscach mac Cathal Uí Chrimthainn roi d’Airgíalla sur le territoire duquel Armagh est situé et qui soutenait l'évêque Artri mac Conchobair († 833) son rival. En 827 à la tête des clans Ui Neill du Cenél nEógain et Cenél Conaill Niall remporte une importante victoire lors de la bataille de Leth Cam près d'Armagh sur les forces de l'Airgialla et leur allié Muiredach mac Eochaid roi d'Ulaid dans laquelle périssent Cumuscach et Congalach mac Cathalet étend dorénavant la souveraineté de sa dynastie jusqu'à Armagh .

## Ard ri Erenn
Niall est reconnu Ard ri Erenn en 833 après la mort de Conchobar mac Donnchada chef du Clan Cholmáin et « Haut-Roi ». La même année il défait une armée de Vikings qui avaient razzié à Derry, l'église de Saint-Columba . 
De son père, Áed, Niall avait hérité une forte implication dans l'évolution du royaume de Leinster et il conduit son armée vers le sud dès 835 pour « ordonner »  Bróen mac Fáeláin, comme roi provincial du Leinster. Ayant imposé son ordre au Leinster il revient vers le nord et effectue un  raid dans le territoire de ses rivaux Uí Néill du Clan Cholmáin, jusqu'à Bodammair dans le comté d'Offaly . 
Niall doit faire face au défi du roi de Feidlimid mac Crimthain roi de Munster qui revendique lui aussi la suzeraineté sur le sud-ouest de l'Irlande . En 836 Feidlimid capture l'abbé d'Armagh, Forindán, mac Murgile (†  852) qui était en visite à Kildare. Ce qui semble à première vue être un défi direct envers  Niall, dans sa volonté contrôler Armagh qui le soutenait contre Diarmait ua Tigernáin . 
En 838 un « rígdál mór » c'est-à-dire une « grande rencontre royale » est organisée entre Niall et Feidlimid . sa localisation est indiquée de manières variées selon les sources Clonfert ou Cloncurry dans le comté de Kildare. On ne connait pas les termes de l'accord entre les deux rois mais Niall se serait soumis à  Feidlimid. Les événements postérieurs montrent que rien n'avait été réglé car Feidlimid conduit une expédition jusqu'au centre cérémonial de Tara en 840 et y installe son camp . 
Niall conduit des raids dans l'actuel comté d'Offaly afin d’empêcher que le prétendant au titre d'Ard ri Erenn puisse y trouver des ressources, dans l'année suivante, une confrontation a lieu avec l'armée de Feidlimid à Mag nÓchtair près de Cloncurry dans le comté de Kildare car il tentait d'imposer sa suzeraineté sur le Leinster . Niall gagne le combat (?) et Fedlimid vaincu (?) se retire et n’inquiètera plus Niall. Feidlimid ne revient jamais dans le nord jusqu’à sa mort en 847. La version des événements présentée par les Annales de Inisfallen est sensiblement différente (C.f Feidlimid mac Crimthain) .
En 845 Niall Caille défait les Vikings à Mag nÍtha  sur la rivière Finn dans le Comté de Donegal. Cette victoire est le dernier événement de son règne relevé par les annalistes . L'année suivante en 846 il meurt noyé dans la rivière Callan près d’Armagh d'où son surnom de « Niall Caille » et il est inhumé à Armagh.

## Postérité
Niall Caille avait épousé Gormfhlaith († 861), la fille de l'Ard ri Erenn Donnchad Midi mac Domnaill dont: 
- Áed Findliath roi d'Ailech vers 855 qui deviendra Ard ri Érenn à son tour en 863 et qui sera le père de Niall Glúndub.

Niall a six autres enfants connus : 
- une fille anonyme qui épouse  Conaing de Brega; et cinq fils,
- Bróen,
- Dub-indrecht,
- Óengus,
- Muirchertach,
- Flaithbertach dont le fils Ualgarg († 879) est l'ancêtre d' Áed Ua hUalgairg roi d'Ailech en (1064-1067)

## Sources
- (en) Benjamin T. Hudson «  Niall mac Áeda [Niall Caille] (d. 846) », Oxford Dictionary of National Biography, Oxford University Press, 2004.
- (en) Francis J.Byrne Irish Kings and High-Kings, Courts Press History Classics Dublin (2001)  (ISBN 1851821961)
- (en) Liens avec University College  Cork & Annales d'Ulster et d'Inisfallen
- (en) Dictionary of Irish Biography article de Ailbhe Mac Shamhrain, Niall Caille